# Aufsandungserklärung
Unter Aufsandungserklärung versteht das österreichische Grundbuchrecht (§ 32 Abs. 1 lit. b GBG) eine notariell oder gerichtlich beglaubigte, „ausdrückliche“ Erklärung einer Person, dass sie in die grundbücherliche Eintragung einer vertraglichen Änderung ihrer Rechte einwilligt (Aufsandung).
Im deutschen Recht ist der Vorgang ähnlich und ein wichtiger Bestandteil der so genannten Auflassung; in den mitteleuropäischen Nachfolgestaaten Österreich-Ungarns entspricht er weitgehend dem grundbücherlichen Vorgang in Österreich.
Die Erklärung muss jene Person abgeben, deren bücherliches Recht beschränkt, belastet, aufgehoben oder auf eine andere Person übertragen werden soll. Ohne derartige Erklärung kann keine Einverleibung von Rechten oder Pflichten im Grundbuch erfolgen, weil die Rechtsordnung für unbewegliche Sachen besondere Sicherheiten vorsieht: Aufgrund des Trennungsprinzips ist für grundbücherliche Durchführungen ein Vertrag zwischen den Beteiligten allein nicht ausreichend. Erst die Aufsandungserklärung ist die rechtliche Basis für die Eigentumsübertragung.
Die Herkunft des Wortes wird mit der Trocknung (also Bekräftigung) eines Schriftsatzes durch aufgestreuten Sand in Zusammenhang gebracht. Eine ähnlich bekräftigende, einen Schlusspunkt setzende Redensart hat sich bis heute im Wort „Schluss – Punkt – Streusand!“ erhalten.

## Aufsandung und Treuhandschaft beim Verkauf einer Immobilie
Die wichtigste Art der Aufsandungserklärung (bzw. der entsprechenden Erklärung zur „Auflassung“ in Grundbüchern Deutschlands) betrifft den Verkauf einer Liegenschaft. Mit der „ausdrücklichen Erklärung“ macht der Verkäufer den juristischen Weg frei zur Übertragung des Eigentums an den Käufer; sie ist neben dem beglaubigten Kaufvertrag eine unbedingte Voraussetzung zur Einverleibung im Grundbuch, welche das Eigentum an einer Immobilie erst voll wirksam macht.
Die Aufsandungserklärung kann bereits im Kaufvertrag enthalten sein, was zunehmend üblich wird. In besonderen rechtlichen Fällen kann sie aufgrund des Abstraktionsprinzips auch bei einem ungültig abgeschlossenen Kaufvertrag in Kraft treten (siehe Weblink).
Um daher volle Rechtssicherheit zu gewährleisten, wird die Aufsandungserklärung meist vom Notar selbst formuliert, obwohl sie auch vom Grundeigentümer verfasst und zur Beglaubigung vorgelegt werden kann.
Da sich jedoch wegen der finanziellen Transaktionen (Kaufpreis, allfällige Löschung einer Hypothek usw.) und anderer Bedingungen (Vormerkungen im Grundbuch, Änderung von Dienstbarkeiten) die Inanspruchnahme eines Treuhänders empfiehlt, ist es auch hinsichtlich der Gebühren günstiger, den Notar mit dem gesamten Komplex zu betrauen. 
Weil das Eigentum an einer Liegenschaft nicht unmittelbar und sofort im Grundbuch durchführbar ist, gibt es die Möglichkeit einer Vormerkung (in Deutschland sog. Auflassungsvormerkung). Sie schützt den Käufer davor, dass in der Zwischenzeit jemand anderer Eigentümer des Grundstücks werden kann.